# اونگام-دونگ
اونگام-دونگ (به لاتین: Eungam-dong) یک منطقهٔ مسکونی در کره جنوبی است که در Eunpyeong District واقع شده‌است.